# Donja Trebeuša
Donja Trebeuša je naseljeno mjesto u općini Travnik, Federacija Bosne i Hercegovine, BiH.
Nalazi se zapadno od Travnika, u podnožju Komara.

## Stanovništvo

### 1991.
Nacionalni sastav stanovništva 1991. godine, bio je sljedeći:
ukupno: 683
- Srbi - 253
- Hrvati - 4
- ostali, neopredijeljeni i nepoznato - 4

### 2013.
Nacionalni sastav stanovništva 2013. godine, bio je sljedeći:
ukupno: 87
- Bošnjaci - 73
- Srbi - 8
- ostali, neopredijeljeni i nepoznato - 6